# Opisthotropis haihaensis
Opisthotropis haihaensis — вид неотруйних змій родини полозових (Colubridae). Описаний у 2019 році.

## Поширення
Вид поширений на півночі В'єтнаму та півдні Китаю.

## Опис
Тіло завдовжки 50 см.